# Наркомания на Украине

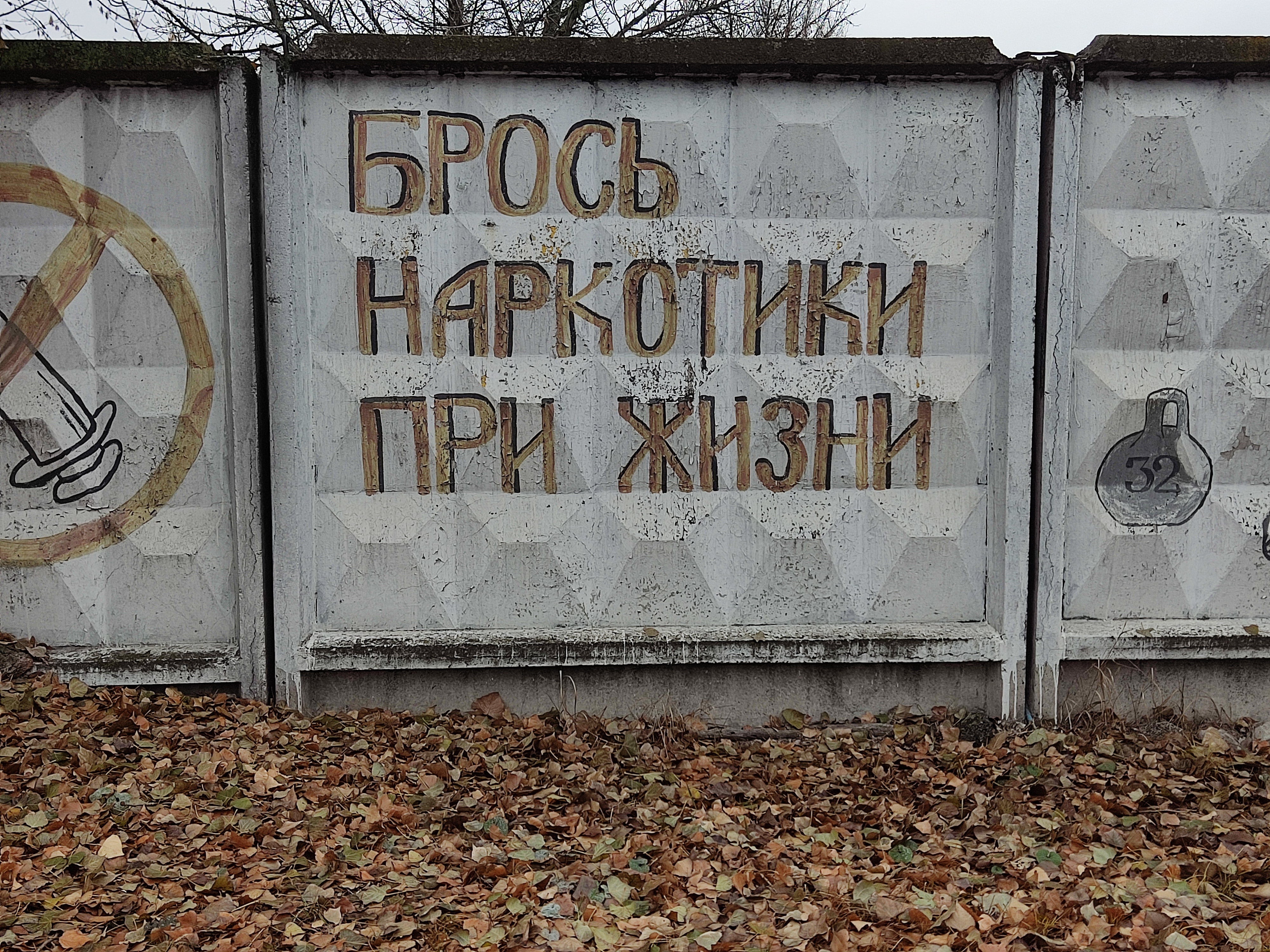
Граффити, посвящённое борьбе с наркотиками в Северодонецке

Наркомания на Украине — одна из самых серьёзных проблем украинского общества, связанная с незаконным употреблением наркотических средств.
Повсеместное распространение наркотиков и алкоголя (см. алкоголизм на Украине) на Украине оказывает сильное негативное влияние на повседневную жизнь простых украинских обывателей, так как эти социальные недуги приводят к обострению других болезней общества. Будучи тесно взаимосвязаны друг с другом они создают благоприятную среду для развития бытовой преступности. Как правило, такие правонарушения совершаются рядовыми людьми, однако под влиянием одурманивающих средств их жестокость и изощрённость часто не уступает преступлениям рецидивистов. Помимо роста преступности наркомания также способствует распространению ряда серьёзных заболеваний, например СПИДа (см. ВИЧ на Украине).
Специфика употребления наркотиков на Украине характеризуется принципом «сделай сам», когда большая часть наркотических веществ изготавливается в домашних условиях кустарными способами из подручного сырья. Наиболее распространёнными наркотиками являются опиаты (ацетилированый опий — «ширка», дезоморфины — «электроширка») и стимуляторы амфетаминовой группы («винт» и т. п.). Большая часть препаратов изготавливается в виде растворов для введения внутривенно, при этом экстракты опиума более популярны среди старшего поколения наркоманов, а амфетаминам отдают предпочтение более молодые возрастные категории.

## Терминология
По мнению украинских специалистов термин «наркотик» содержит в себе три основных аспекта: медицинский, юридический и социальный, однако они признают, что подобное деление принято не во всех государствах. Медицинский аспект этого понятия подразумевает определённый химический состав, который способен производить некий эффект (эйфорический, стимулирующий, седативный, галлюциногенный и др.) на деятельность центральной нервной системы. Социальный аспект значит, что немедицинское применение наркотиков в обществе достигла уровня, который приобрёл самостоятельную социальную значимость. Юридический аспект говорит о том, что законодательство признаёт определённый спектр наркотических средств запрещёнными к немедицинскому употреблению, а их оборот делает наказуемым в соответствии с Административным или Уголовным кодексами Украины.
Введение трёх критериев даёт возможность провести черту между наркотическими и психоактивными токсическими веществами, которые хоть и не признаны наркотиками официально, но соответствуют медицинскому и социальному критериям. Хотя в рамках такой системы табак и алкоголь не подпадают под критерий наркотика в юридическом смысле, однако их употребление ведёт к появлению зависимости и развитию разнообразных заболеваний: никотиновой ингаляционной токсикомании у курильщиков и хронического алкоголизма у алкоголиков.

## Наркотические средства

### Каннабиноиды
Наиболее распространёнными в среде украинской молодёжи являются каннабиноиды растительного происхождения, получаемые из конопли. Содержание тетрагидроканнабинола в разных видах конопли и в различных частях растений может достигать 15 %. Наиболее богатые им виды очень распространены на юге Украины, а дикорастущая конопля с минимальным содержанием тетрагидроканнабинола растёт практически везде. Отделённая смола каннабиса (гашиш), очищенная или неочищенная, чаще встречается в виде смеси пыльцы, смолы и измельчённых частей верхушек конопли с разными добавками для придания продукту товарного вида (спрессованых плиток, шариков, таблеток, пасты и др.) В разговорной речи носит название «мацанка» или «пластилин». Тем не менее, гашишизм на Украине остаётся довольно редким заболеванием.
Марихуана — измельчённые или целые верхушки конопли с цветками, остатками стеблей (за исключением центрального) или плодами, а также — отдельные цветки и пыльца, из которых не была выделена смола и которые содержат тетрагидроканнабинолы. В обиходе наркоманов называются «план», «драп», «анаша», «дурь». Марихуану употребляют посредством курения самодельных сигарет — «косяков». Кроме этого возможно получать экстракты каннабиса путём экстракции наркотических компонентов какими-либо растворителями (молоко, сгущённое молоко и т. п.), которые употребляются внутрь через рот и носят сленговое название «молоко». В ходе их длительного регулярного употребления возможно развитие физиологической зависимости и формирование синдрома отмены. У лиц, систематически курящих «травку», возникает скорее не физиологическая, а психологическая зависимость.

### Опиаты
Опиаты считаются одним из наиболее опасных видов наркотических средств. Они могут производится в кустарных условиях из местного сырья, получаемого из растений вида мак снотворный, а также менее богатых алкалоидами видов мак масленичный и мак садовый, которые растут на территории страны почти повсеместно. Употребление опиатов вызывает ярко выраженную эйфорию, которая в обыденной речи носит название «кайф», «таска» или «волокуша». Эйфория наступает после так называемого «прихода» — выраженной вегетативной реакции на введение наркотика, которая ощущается как тёплая волна, покраснение кожи, покалывание, зуд и сухость во рту. Если же введённый препарат содержит слишком много примесей, то реакция становится более тяжёлой и в народе носит название «труханца». Отметим, что именно опиаты на Украине представляют собой наибольшую опасность с точки зрения развития наркомании, так как они вызывают не только психологическую, но и физиологическую зависимость у своих потребителей. Подавляющее большинство официально учтённых наркоманов болеют опиоманией. В 90-е годы эта часть украинского населения стала жертвой эпидемии ВИЧ-инфекции.
Маковая соломка («солома», «сенцо») — целые или измельчённые (за исключением спелых семян) части растения мак снотворный, содержащие наркотически активные алкалоиды опия. Маковая соломка служит сырьём для приготовления раствора для внутривенных инъекций. Её отвар получил распространение в начале 70-х, он имеет обиходное название «кокнар», «кукнар» или «варенье». Несколько позднее появились способы изготовления вытяжки и ацетилирования опия.
Опий экстракционный (экстракт или концентрат маковой соломки) — средство, которое получают из маковой соломки путём выделения (экстракции) активных алкалоидов водой или органическими растворителями. Встречается в смолоподобном, растворённом или твёрдом состояниях. В литературе он часто обозначен как кустарно изготовленный препарат опия (КИПО) для парентерального введения, а среди потребителей известен под названиями «ханка», «султыга», «черняшка», «химия».
Опий ацетилированый — наркотическое средство, полученное путём ацетилирования обычного или экстракционного опия. Украинскими наркоманами этот способ используется примерно с 1986 года. Получаемое вещество содержит неочищенный и богатый посторонними примесями героин, который имеет жаргонное название «героин-3». Все опиаты, вводимые внутривенно, имеют на Украине жаргонное название «ширево».
Медицинские опиоиды (на сленге — «стекло» в ампулированных или «колёса» в таблетированных формах) — наркотические анальгетики, группа медицинских препаратов, содержащих алкалоиды опия, а также синтетические и полусинтетические препараты с опиатоподобным эффектом. К таковым относится морфин («марфа», «мария»), кодеин («кода»), который был распространён в таблетках как противокашлевое средство (выпуск этих таблеток был прекращен в 1984 году). Кроме них также омнопон и промедол — аптечные препараты из группы наркотических анальгетиков, обладающих наркогенным действием. И наконец, метадон — синтетический препарат, сходный с морфином, нашедший на Западе применение для лечения опийных наркоманий и замены других опиатов. В значительных дозах метадон способен вызывать опьянение, сходное с опиумным, затем привыкание и пристрастие.
Героин («герыч») — синтетический алкалоид опия, получаемый ацетилированием морфина и выделяющийся очень сильным эйфоризирующим действием. Он вызывает чрезвычайно сильную зависимость, как психологическую, так и физиологическую. Как правило, изготавливается в подпольных лабораториях, а на Украину в химически чистом виде попадает контрабандным путём. Однако имеются сведения и о кустарном его изготовлении в местных условиях, хотя и в незначительном количестве.

### Амфетамины
Амфетамин или фенамин — стимуляторы в виде порошка, таблеток или кристаллов, употребляемых перорально, интраназально или внутривенно. При использовании вызывает прилив сил, взвинченность, бодрость, уверенность в своих силах и способностях, чувство «интеллектуального прояснения» и особой глубины своих мыслей. Если его доза значительно превышает терапевтическую, то он способен вызвать гипоманиакальное состояние со специфическими психозами. На Украине амфетамин и сходные с ним препараты (метилфенамин и метилфенидат) чаще всего используются внутривенно.
Первитин (метамфетамин или на жаргоне потребителей «винт»), а также первитин-Т (метамфетамин-рацемат или на жаргоне — «болт») — стимуляторы, кустарно изготавливаемые из эфедрина и способные вызвать стремление к деятельности, создать иллюзию необычного душевного подъёма, снять утомление, придать бодрости и т. п. В отличие от эффекта эйфоризаторов, такой подъём сопровождается взбудораженностью, выраженной тревожностью и постоянной настороженностью. Эти препараты вводятся интраназально или внутривенно. Историческим предшественником этих стимуляторов был препарат, содержащий производные первитина, с народным названием «ширка». Он предназанчался для внутривенных инъекций.
Эфедрон (меткатинон или «мулька», «джеф», «марцефаль») — представляет собой продукт переработки сырья, содержащего эфедрин, либо дикорастущей эфедры; может быть изготовлен в кустарных условиях на примитивном оборудовании с использованием йода, уксусной кислоты и перманганата калия. Вызывает сходные с первитином одурманивающие эффекты. Появившись в 1990-х годах в США он распространился в виде белого порошка для интраназального употребления под названием «CAT». На западе, в отличие от украинских наркоманов, его используют для инъекций крайне редко.
Экстази — семейство производных амфетамина в таблетках или иногда в виде порошка или капсул, которые могут содержать сразу несколько активных элементов, а также героин, флунитразепам, ЛСД, фентермин и другие ингредиенты. Обычно употребляется перорально, изредка — внутривенно для стимулирующего или галлюциногенного эффекта. Распространены на дискотеках, производятся в подпольных лабораториях Западной Европы, a на Украину завозятся нелегально. При этом количество подделок достигает не менее 50 %.

### Другие наркотики
Чифирь — чрезвычайно крепко заваренный чайный напиток, который содержит большое количество стимуляторов, прежде всего — кофеина и танина. На Украине чифирь популярен в пенитенциарных учреждениях, местах лишения свободы и среди носителей соответствующих им культурных стереотипов.
Синтетические клеи, растворители, бензин, ацетон и т. п. — ингалянты, используемые для достижения токсического опьянения. На Украине в конце 60-х годов получили распространение сначала злоупотребления пятновыводителями, затем в 70-х годах — вдыхание паров бензина, позднее в 80-х годах — токсикомания с применением некоторых видов универсального клея «Момент». Вдыхание паров клея вызывало онейроидные переживания и видения, напоминающие мультипликационные фильмы («мультики» на подростковом жаргоне), которые происходили на фоне постоянной эйфории.

## Противодействие власти
В 2010 году Кабинет министров Украины утвердил комплексный план по выполнению «Концепции реализации государственной политики в сфере противодействия распространению наркомании, борьбы с незаконным обращением наркотических средств, психотропных веществ и прекурсоров на 2011—2015 годы». Тогда же были отданы правительственные поручения по проведению оперативно-профилактических операций «Мак» для выявления и уничтожения незаконных посевов конопли и мака, перекрытия каналов сбыта сырья, недопущения незаконной утечки наркотиков из легальных посевов.

## Молодёжная наркомания
Наркотики на Украине употребляют около 9 % молодёжи в возрасте от 15 до 34 лет. Примерно 50 % респондентов считают, что наркотические препараты приобрести на Украине несложно, 70 % молодёжи свидетельствуют, что очень просто купить гашиш и марихуану, 25 % — героин, 38 % — экстази. Из-за относительно лёгкого приобретения наркотиков первое их употребление у 32 % наркоманов происходит в возрасте от 12 до 16 лет.
Как следствие, наркомания и табакокурение ,состоянием на 2004 год, приобрели массовых характер среди украинской молодёжи, а 90 % украинских наркоманов не достигли 30 лет. Сложная ситуация с наркоманией на Украине усугубляется тем, что по сравнению с 1995 годом уровень безработицы среди молодёжи возрос более чем на порядок, молодёжь составляет примерно 28 % официально зарегистрированных безработных, а 40 % молодых украинцев работают в нерегламентированных секторах экономики. При этом уровень преступности среди молодёжи примерно в полтора раза выше, чем в начале 1990-х годов. Для половины украинских семей высшее образование недоступно, 34 % молодых людей не учатся из-за отсутствия подходящих условий.